# Karamo Jawara
Karamo Jawara (Bergen, Noruega, 25 de junio de 1991) es un jugador de baloncesto noruego. Mide 2,03 metros y ocupa la posición de ala-pívot en las filas del Club Ourense Baloncesto de la Liga LEB Oro.

## Biografía
Sus inicios en el baloncesto fueron en el Olsvikasen Skole de su Noruega natal, antes de marcharse en 2011 a Estados Unidos para completar su etapa de formación. Karamo formó parte de la universidad de North Carolina Central para jugar en los North Carolina Central Eagles de la División 1 de la NCAA entre 2011 y 2015, consiguiendo en su último año menciones honoríficas como la inclusión en el All-MEAC Second Team y el Emerald Coast Classic All-Tournament Team.
Tras no ser elegido en el draft NBA, labró su trayectoria en el baloncesto profesional en diferentes países y categorías como en el Froya Basket de Noruega (2015), Apollon Patras de Grecia (2015-16), U-Banca Transilvania Cluj de Rumanía (2015-16) y Machites Doxa Pefkon de Grecia (2016-17).
En verano de 2017, firma por el Club Xuventude Baloncesto de LEB Plata, donde sería el segundo mejor jugador valorado de la competición con una media de 12 puntos, 9'8 rebotes y 2'2 asistencias por partido con una media de 20 de valoración.
En enero de 2018, el ala-pívot noruego firma por el Palma Air Europa hasta el final de la temporada 2017-18, tras abonar la cláusula de rescisión al conjunto gallego. 
En las filas del Iberostar Palma durante la segunda mitad de la temporada 2017-2018, Jawara disputó un total de dieciséis encuentros con una media de 23,40 minutos por partido y 7,3 puntos, 4,8 rebotes y 1,1 asistencias.
Durante la temporada 2018-19, el pívot noruego llegaría a jugar hasta en tres equipos distintos como Germani Basket Brescia, Halifax Hurricanes y ETHA Engomis.
Durante la temporada 2019-20, jugó en las filas del Delteco GBC de la Liga LEB Oro, en el que Jawara disputó 23 encuentros con una media de 17,03 minutos por partido y 4,8 puntos, 3,2 rebotes y 0,7 asistencias por encuentro. En el partido de la Copa Príncipe, competición que Delteco ganó al Valladolid, el noruego disputó un total de 22,15 minutos anotando 11 puntos, capturando siete rebotes y dando una asistencia.
El 8 de octubre de 2020, firma por el Palmer Alma Mediterránea Palma de la Liga LEB Oro, regresando al conjunto balear tres temporadas después.
El 14 de julio de 2021, firma por el Bàsquet Girona de la Liga LEB Oro.  Con el conjunto gerundense lograría el ascenso a Liga Endesa, promediando 7.8 puntos, 3.8 rebotes, 1.7 asistencias y 10.2 de valoración en 22 minutos de juego en 31 partidos disputados.
El 1 de agosto de 2022, firma por el CB Estudiantes de la Liga LEB Oro.
El 25 de julio de 2023, firma por el Club Ourense Baloncesto de la Liga LEB Oro.

### Selección nacional
Jawara representó a Noruega en los Juegos Universitarios Mundiales en Kazán (Rusia) en 2013.